# قطعنامه ۵۲۱ شورای امنیت
قطعنامه ۵۲۱ شورای امنیت سازمان ملل متحد که در تاریخ ۱۹ سپتامبر ۱۹۸۲ تصویب شد، سندی بین‌المللی دربارهٔ اسرائیل-لبنان است. این قطعنامه طی نشست ۲۳۹۶ام با ۱۵ موافق، ۰ مخالف و ۰ ممتنع تصویب شد.